# Československá hokejová liga 1972/1973
30. ročník československé hokejové ligy 1972/73 se hrál pod názvem I. liga.

## Herní systém
10 účastníků hrálo v jedné skupině čtyřkolově systémem každý s každým. Poslední mužstvo hrálo kvalifikaci o I. ligu, neboť se liga rozšiřovala na 12 týmů. Čtyři nejlepší celky postoupily do play-off. V semifinále se utkaly týmy na 1. a 3. místě, resp. na 2. a 4. místě po základní části.

## Pořadí po základní části
| Poř. | Tým                     | Zápasy | Výhry | Remízy | Porážky | Skóre   | Body |
| ---- | ----------------------- | ------ | ----- | ------ | ------- | ------- | ---- |
| 1.   | Tesla Pardubice         | 36     | 24    | 3      | 9       | 154:92  | 51   |
| 2.   | Dukla Jihlava           | 36     | 19    | 8      | 9       | 156:100 | 46   |
| 3.   | Slovan CHZJD Bratislava | 36     | 16    | 6      | 14      | 119:117 | 38   |
| 4.   | SONP Kladno             | 36     | 13    | 10     | 13      | 107:107 | 36   |
| 5.   | ZKL Brno                | 36     | 15    | 6      | 15      | 109:110 | 36   |
| 6.   | Škoda Plzeň             | 36     | 14    | 7      | 15      | 124:127 | 35   |
| 7.   | CHZ Litvínov            | 36     | 13    | 7      | 16      | 97:135  | 33   |
| 8.   | Sparta ČKD Praha        | 36     | 12    | 6      | 18      | 117:125 | 30   |
| 9.   | VSŽ Košice              | 36     | 10    | 9      | 17      | 114:139 | 29   |
| 10.  | Motor České Budějovice  | 36     | 11    | 4      | 21      | 88:133  | 26   |

## Play-off

### 1. semifinále
- Tesla Pardubice - Slovan CHZJD Bratislava 4:2 na zápasy
  - Tesla Pardubice - Slovan Bratislava 3:2 prodl. (1:1 1:1 0:0 1:0)
  - Tesla Pardubice - Slovan Bratislava 6:1 (1:1 3:0 2:0)
  - Slovan Bratislava - Tesla Pardubice 2:1 (1:1 1:0 0:0)
  - Slovan Bratislava - Tesla Pardubice 4:3 prodl. (1:1 1:1 1:1 0:0 1:0)
  - Tesla Pardubice - Slovan Bratislava 3:1 (1:0 1:1 1:0)
  - Slovan Bratislava - Tesla Pardubice 2:3 prodl. (1:1 1:0 0:1 0:1)

### 2. semifinále
- Dukla Jihlava - SONP Kladno 4:0 na zápasy
  - Dukla Jihlava - SONP Kladno 3:0 (0:0 2:0 1:0)
  - Dukla Jihlava - SONP Kladno 4:2 (2:2 1:0 1:0)
  - SONP Kladno - Dukla Jihlava 4:7 (0:3 1:1 3:3)
  - SONP Kladno - Dukla Jihlava 1:4 (0:2 1:1 0:1)

### O 3. místo
- Slovan CHZJD Bratislava - SONP Kladno 3:2 na zápasy
  - SONP Kladno - Slovan Bratislava 7:2 (2:1 3:1 2:0)
  - SONP Kladno - Slovan Bratislava 1:4 (1:1 0:2 0:1)
  - Slovan Bratislava - SONP Kladno 1:3 (1:2 0:1 0:0)
  - Slovan Bratislava - SONP Kladno 4:2 (2:1 0:0 2:1)
  - Slovan Bratislava - SONP Kladno 5:4 samostatné nájezdy (1:0 2:0 1:4 0:0 0:0 - nájezdy 2:0)

### Finále
- Tesla Pardubice - Dukla Jihlava 4:2 na zápasy
  - Tesla Pardubice - Dukla Jihlava 5:3 (2:1 1:0 2:2)
  - Tesla Pardubice - Dukla Jihlava 3:0 (3:0 0:0 0:0)
  - Dukla Jihlava - Tesla Pardubice 4:3 (1:1 2:1 1:1)
  - Dukla Jihlava - Tesla Pardubice 7:0 (2:0 5:0 0:0)
  - Tesla Pardubice - Dukla Jihlava 5:2 (2:0 1:1 2:1)
  - Dukla Jihlava - Tesla Pardubice 3:5 (2:2 0:3 1:0)

## Nejlepší střelci
- základní část: Július Haas (Slovan Bratislava) - 32 gólů
- play-off: Milan Nový (Dukla Jihlava) - 9 gólů[1]

## Nejproduktivnější hráči základní části
| Poř. | Hráč              | Mužstvo                 | Zápasy | Góly | Asistence | Body |
| ---- | ----------------- | ----------------------- | ------ | ---- | --------- | ---- |
| 1.   | Vladimír Martinec | Tesla Pardubice         | 34     | 26   | 23        | 49   |
| 2.   | Július Haas       | Slovan CHZJD Bratislava | 33     | 32   | 14        | 46   |
| 3.   | Milan Nový        | Dukla Jihlava           | 35     | 30   | 14        | 44   |
| 4.   | Václav Nedomanský | Slovan CHZJD Bratislava | 34     | 22   | 17        | 39   |
| 5.   | Jiří Holík        | Dukla Jihlava           | 36     | 21   | 16        | 37   |
| 6.   | Jiří Novák        | Tesla Pardubice         | 34     | 18   | 18        | 36   |
| 7.   | Ivan Hlinka       | CHZ Litvínov            | 33     | 24   | 11        | 35   |
| 8.   | Bohuslav Šťastný  | Tesla Pardubice         | 32     | 26   | 8         | 34   |
| 9.   | Richard Farda     | ZKL Brno                | 36     | 14   | 20        | 34   |
| 10.  | Petr Otte         | Škoda Plzeň             | 34     | 13   | 21        | 34   |

## Nejproduktivnější hráči play-off
| Poř. | Hráč                | Mužstvo                 | Zápasy | Góly | Asistence | Body |
| ---- | ------------------- | ----------------------- | ------ | ---- | --------- | ---- |
| 1.   | Bohuslav Šťastný    | Tesla Pardubice         | 12     | 6    | 8         | 14   |
| 2.   | Milan Nový          | Dukla Jihlava           | 10     | 9    | 3         | 12   |
| 3.   | Václav Haňka        | Tesla Pardubice         | 12     | 5    | 7         | 12   |
| 4.   | Vladimír Veith      | Tesla Pardubice         | 12     | 5    | 6         | 11   |
| 5.   | Jiří Holík          | Dukla Jihlava           | 10     | 7    | 3         | 10   |
| 6.   | Stanislav Prýl      | Tesla Pardubice         | 12     | 4    | 6         | 10   |
| 7.   | Eduard Novák        | SONP Kladno             | 9      | 6    | 3         | 9    |
| 8.   | Jiří Novák          | Tesla Pardubice         | 12     | 4    | 5         | 9    |
| 9.   | Miroslav Miklošovič | Slovan CHZJD Bratislava | 11     | 5    | 3         | 8    |
| 10.  | Václav Nedomanský   | Slovan CHZJD Bratislava | 11     | 4    | 4         | 8    |

## Soupisky mužstev

### ZKL Brno
Jan Jurka (14/2,29/-),
Vladimír Nadrchal (30/2,60/91,2) –
Ctirad Fiala (33/2/3/33),
Lubomír Hrstka (36/3/7/30),
Břetislav Kocourek (36/2/4/22),
Oldřich Machač (36/1/11/28),
Jaromír Meixner (33/0/0/17),
Pavel Pazourek (31/0/3/8) –
Josef Černý (36/18/8/16),
Svatopluk Číhal (30/8/3/6),
Richard Farda (36/14/20/2),
Libor Havlíček (31/3/6/6),
Jiří Janák (35/17/7/6),
Jaroslav Jiřík (26/13/2/16),
Milan Kokš (42/9/13/18),
Zdeněk Mráz (34/7/8/12),
Karel Nekola (35/11/7/8),
Jaromír Pořízek (22/7/2/4),
František Ševčík (33/6/7/2)
Jiří Titz (10/1/4/-) –
trenér Vladimír Bouzek, asistent Bronislav Danda

### CHZ Litvínov
Petr Hnídek (2/1,94/-/-),
Miroslav Kapoun (37/3,52/-/-),
Antonín Kočí (16/2,44/-/-) -
Jiří Bubla (36/3/9/-),
Miroslav Daněk (36/4/4/-),
Karel Kracík (24/2/2-),
Oldřich Obrtlík (36/4/3/-),
Jaroslav Piskač (19/0/0/-),
Jan Vopat (28/1/1/-) -
Josef Beránek (36/9/6/-),
Ivan Hlinka (33/24/11/-),
Zdeněk Kapoun (9/0/1/-),
Oldřich Kašťák (23/7/0/-),
Stanislav Kousek (18/1/2/-),
Vladimír Machulda (35/5/7/-),
Karel Marx (24/1/1/-),
Jaroslav Nedvěd (36/13/14/-),
Karel Ruml (36/5/15/-),
Josef Straka (18/1/0/-),
Josef Ulrych (34/12/8/-),
Petr Zelenka (32/4/4/-)

### Sparta ČKD Praha
Jaroslav Jágr (4/6,60/-/-),
Jaroslav Radvanovský (11/,60/-/-),
Pavel Wohl (24/2,96/-/-) -
Miroslav Beránek (29/1/0/8),
Jan Eysselt (36/5/3/43),
Josef Horešovský (36/5/8/28),
Vladimír Kostka (29/3/0/16),
Miroslav Kuneš (36/2/5/16),
Jaroslav Šíma (35/6/4/60) -
Petr Brdička (35/9/9/6),
Václav Černý (32/11/14/8),
Petr Dohnal (32/9/4/28),
Jan Havel (35/11/9/52),
Václav Honc (34/10/10/6),
Petr Kašťák (32/2/2/6),
Jiří Kochta (32/11/16/4),
Jiří Nikl (36/12/8/14),
Lubomír Pěnička (1/0/0/0),
Pavel Svoboda (28/1/0/0),
Rudolf Šindelář (27/2/3/4),
Pavel Volek (33/2/4/4),
František Vorlíček (36/15/5/26)

## Kvalifikace o I. ligu
| Poř. | Tým                       | Zápasy | Výhry | Remízy | Porážky | Skóre | Body |
| ---- | ------------------------- | ------ | ----- | ------ | ------- | ----- | ---- |
| 1.   | TJ VŽKG Ostrava           | 8      | 6     | 0      | 2       | 56:20 | 12   |
| 2.   | TJ Motor České Budějovice | 8      | 5     | 2      | 1       | 36:22 | 12   |
| 3.   | TJ VTŽ Chomutov           | 8      | 3     | 3      | 2       | 32:30 | 9    |
| 4.   | TJ ZVVZ Milevsko          | 8      | 2     | 1      | 5       | 24:39 | 5    |
| 5.   | LB Zvolen                 | 8      | 1     | 0      | 7       | 17:54 | 2    |

## Rozhodčí

### Hlavní
- Jiří Adam
- Milan Barnet
- Oldřich Bartík
- Štefan Baštuga
- Rudolf Baťa
- Michal Bucala
- Jan Budinský
- Ivo Filip
- Richard Hajný
- Libor Jursa
- Dalibor Knecht
- Ján Liška
- Ján Macho
- Ivan Marko
- František Němec
- Josef Novotný
- Juraj Okoličány
- Miloš Pláteník
- Miloslav Pešek
- Vojtěch Pochop
- Aleš Pražák
- Rudolf Prejza
- František Sirotek
- Vilém Turek
- Milan Vidlák